# Burbeck
Burbeck – obszar niemunicypalny w Mendocino County, w Kalifornii (Stany Zjednoczone), na wysokości 199 m. Znajduje się 8 km od Willits.